# Луангнамтха (город)

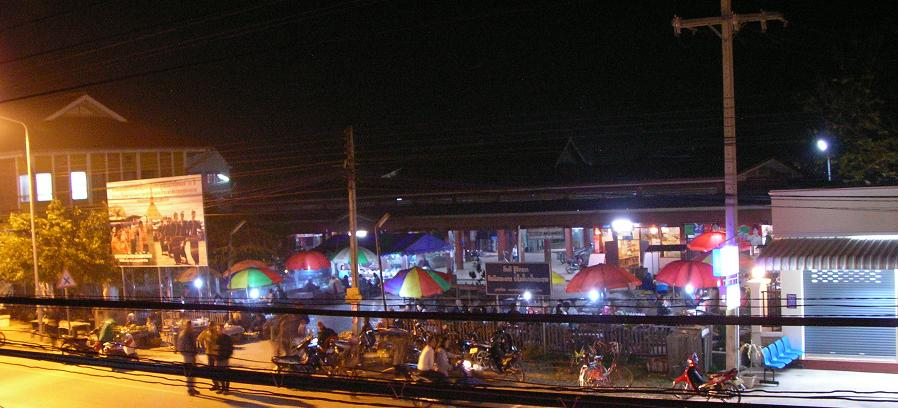
Ночной базар в Луангнамтха

Луангнамтха (лаос. ຫລວງນໍ້າທາ, «широкая долина реки Тха») — город в Лаосе, административный центр провинции Луангнамтха. Находится недалеко от перехода границы в Китай.
Город был сильно разрушен наводнениями в 1970-х годах, поэтому в 1976 был перенесён на 7 км, на более высокое место. В результате современный Луангнамтха состоит из двух сильно разнесённых частей: старого города, и нового города.
Вокруг города проживают разнообразные горные племена, присутствие которых придаёт городу особый колорит. Город охотно посещается туристами.

## Транспорт
Через город проходит Национальное шоссе №3. Имеется аэропорт местного сообщения, через который осуществляются рейсы в Луанг-Прабанг.

## Достопримечательности
- Буддийский храм Ват Бан Луанг Кхон
- Буддийский храм Ват Вьенг Тай
- Кирпичная ступа Тхат Пхум Пхук на холме за аэропортом
- Водопад у деревни Бан-Нам-Ди
- Исторический музей в новой части города